# Alex Szőke
Alex Gergő Szőke (3 de marzo de 2000) es un deportista húngaro que compite en lucha grecorromana.
Ganó una medalla de plata en el Campeonato Mundial de Lucha de 2021 y una medalla de bronce en el Campeonato Europeo de Lucha de 2025.
Participó en los Juegos Olímpicos de Tokio 2020, ocupando el quinto lugar en la categoría de 97 kg.

## Palmarés internacional
| Campeonato Mundial | Campeonato Mundial      | Campeonato Mundial | Campeonato Mundial |
| Año                | Lugar                   | Medalla            | Categoría          |
| ------------------ | ----------------------- | ------------------ | ------------------ |
| 2021               | Oslo (Noruega)          | Medalla de plata   | 97 kg              |
| Campeonato Europeo |                         |                    |                    |
| Año                | Lugar                   | Medalla            | Categoría          |
| 2025               | Bratislava (Eslovaquia) | Medalla de bronce  | 97 kg              |